# Max Vasmer

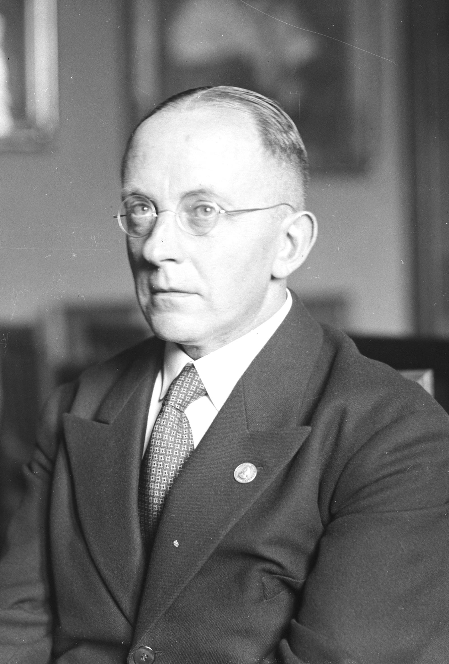
Max Vasmer (1934)

Max Julius Friedrich Vasmer (russifizierte Form: Максимилиан Романович Фасмер (Maximilian Romanowitsch Fasmer); * 15. Februarjul. / 27. Februar 1886greg. in Sankt Petersburg; † 30. November 1962 in West-Berlin) war ein russlanddeutscher Slawist. 

## Leben
Max Vasmer – Sohn deutscher Eltern – studierte von 1903 bis 1907 in Wien, Graz und St. Petersburg. An der Universität St. Petersburg wurde er 1907 promoviert, 1909 habilitierte er sich dort im Fach Indogermanische Sprachwissenschaft. 1912 wurde Vasmer als Professor an die Petersburger Frauenhochschule berufen. Ab 1917 arbeitete er an der Universität Saratow und ab 1919 an der Universität Dorpat. 1921 wurde Vasmer an die Universität Leipzig berufen. Dort begründete er 1924 die Zeitschrift für slavische Philologie. 1925 folgte er einem Ruf an die Friedrich-Wilhelms-Universität zu Berlin. Hier baute er das Slawische Institut auf.
Vasmer blieb auch während der Zeit des Nationalsozialismus – von einem Aufenthalt an der Columbia University in New York in den Jahren 1938/39 abgesehen – in Berlin. Er versuchte 1940 zugunsten der in der Sonderaktion Krakau verhafteten polnischen Akademiker zu intervenieren und setzte sich auch für verfolgte Slawisten ein.
Nach Kriegsende nahm er im Wintersemester 1946/47 seine Vorlesungen an der Humboldt-Universität in Berlin (Ost) wieder auf. Nach einer Gastprofessur 1947/48 in Stockholm kehrte er nach Berlin (West) zurück, wo er seit 1949 an der Freien Universität Berlin bis zu seiner Emeritierung im Jahre 1956 tätig war.

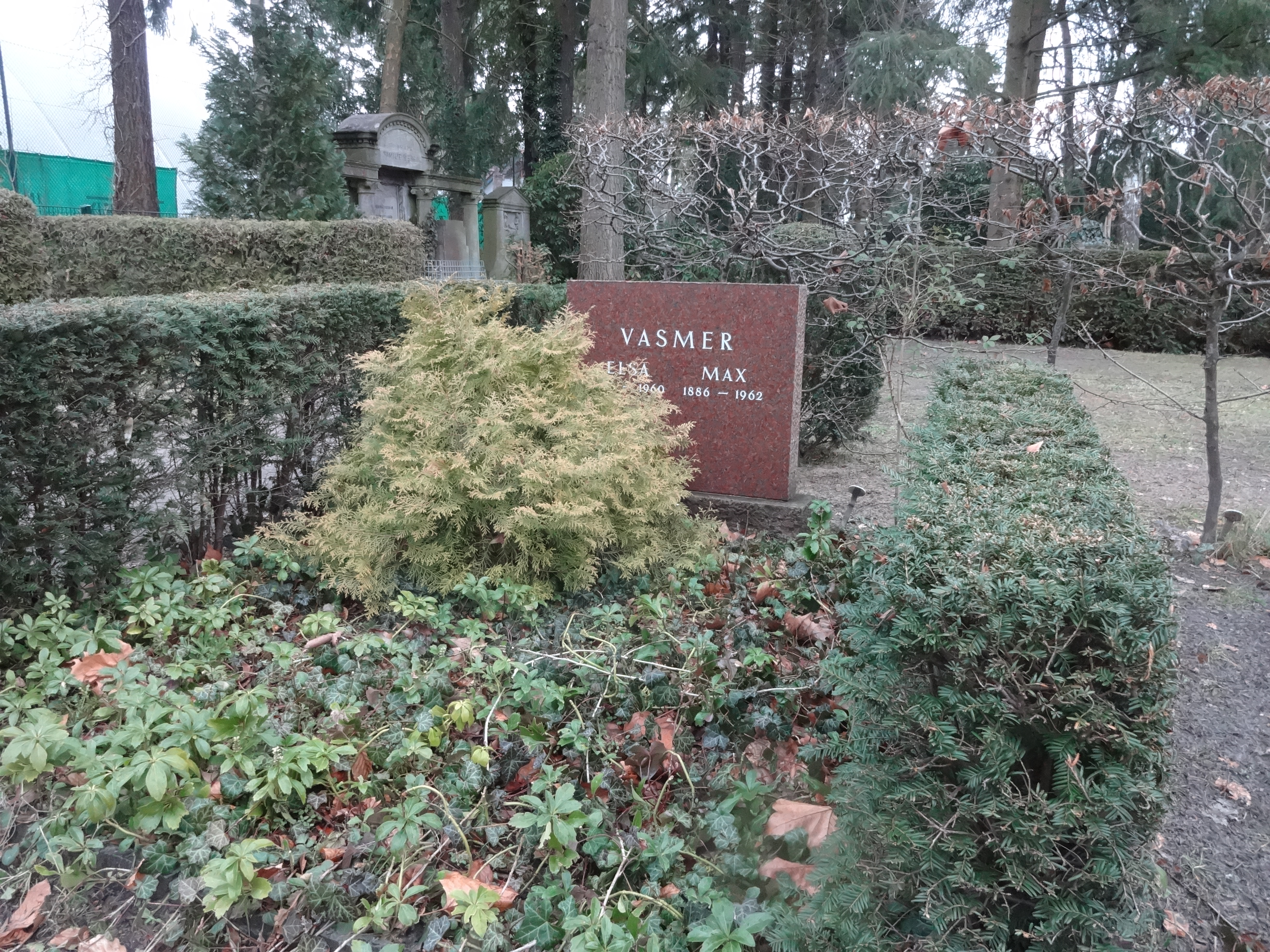
Grabstätte Max Vasmers

Max Vasmer war Mitglied der wissenschaftlichen Akademien zu Leipzig, Berlin, Mainz, Wien, Oslo, Kopenhagen, Stockholm, Budapest, Moskau, Sofia und Helsinki und erfuhr eine Fülle akademischer Ehrungen. 1958 wurde er mit dem Großen Verdienstkreuz mit Stern des Verdienstordens der Bundesrepublik Deutschland ausgezeichnet und war seit 1962 Ehrendoktor der Universität Bonn. Er fand seine letzte Ruhestätte auf dem Evangelischen Kirchhof Berlin-Nikolassee in Steglitz-Zehlendorf. Sein Grab war von 1987 bis 2009 als Ehrengrab der Stadt Berlin gewidmet.
Richard Vasmer war sein Bruder.

## Schriften (Auswahl)
- Osteuropäische Ortsnamen (= Eesti Vabariigi Tartu Ülikooli toimetused. = Acta et Commentationes Universitatis Tartuensis (Dorpatensis). B: Humaniora. Bd. 1, 3, ZDB-ID 401630-0). Mattiesen, Dorpat 1921.
- mit Erich Berneker: Russische Grammatik (= Sammlung Göschen. Bd. 66). 3., verbesserte Auflage. De Gruyter, Berlin u. a. 1927 (Weitere Auflagen).
- Studien zur albanesischen Wortforschung I. In: Acta et commentationes Universitatis Dorpatensis. Universität Derpt, Dorpat 1921, S. 1–71.
- Nachtrage zu den albanesischen Etymologien. In: Zeitschrift für Vergleichende Sprachforschung 50, 1922, S. 247–248.
- Die Slaven in Griechenland (= Abhandlungen der Preußischen Akademie der Wissenschaften. Philosophisch-Historische Klasse. Jg. 1941, Nr. 12, ZDB-ID 210015-0). Verlag der Akademie der Wissenschaften, Berlin 1941.
- Die griechischen Lehnwörter im Serbo-Kroatischen (= Abhandlungen der Preußischen Akademie der Wissenschaften. Philosophisch-Historische Klasse. Jg. 1944, Nr. 3). Verlag der Akademie der Wissenschaften, Berlin 1944.

- Max Vasmer: Russisches etymologisches Wörterbuch. 1 (A-K). Universitätsverlag Winter, Heidelberg 1953, S. 755 (archive.org).
- Max Vasmer: Russisches etymologisches Wörterbuch. 2 (L-Ssuda). Universitätsverlag Winter, Heidelberg 1955, S. 715 (archive.org).
- Max Vasmer: Russisches etymologisches Wörterbuch. 3 (Sta-Ÿ). Universitätsverlag Winter, Heidelberg 1958, S. 702 (archive.org).
- Этимологический словарь русского языка. Progress, Moskau 1964–1973. Russische Übersetzung von Oleg Nikolajewitsch Trubatschow in 4 Bänden, mit Zusätzen und Anmerkungen.

- als Begründer: Russisches Geographisches Namenbuch. 11 Bände und Kartenband (Bd. 1–10. Bd. 11: Ergänzungen und Nachträge.). Herausgegeben von Herbert Bräuer im Auftrag der Akademie der Wissenschaften und der Literatur, Mainz. Bearbeitet von Ingrid Coper, Ingeborg Doerfer, Hans-Jochen Pasenow, Klaus Piperek, Marit Podeschwik, Jürgen Prinz, Georg Viktor Schulz und Rita Siegmann. Harrassowitz, Wiesbaden 1964–1989.